# Byttneria coriacea
Byttneria coriacea är en malvaväxtart som beskrevs av Nathaniel Lord Britton. Byttneria coriacea ingår i släktet Byttneria och familjen malvaväxter. Inga underarter finns listade i Catalogue of Life.